# KT 턴스톨

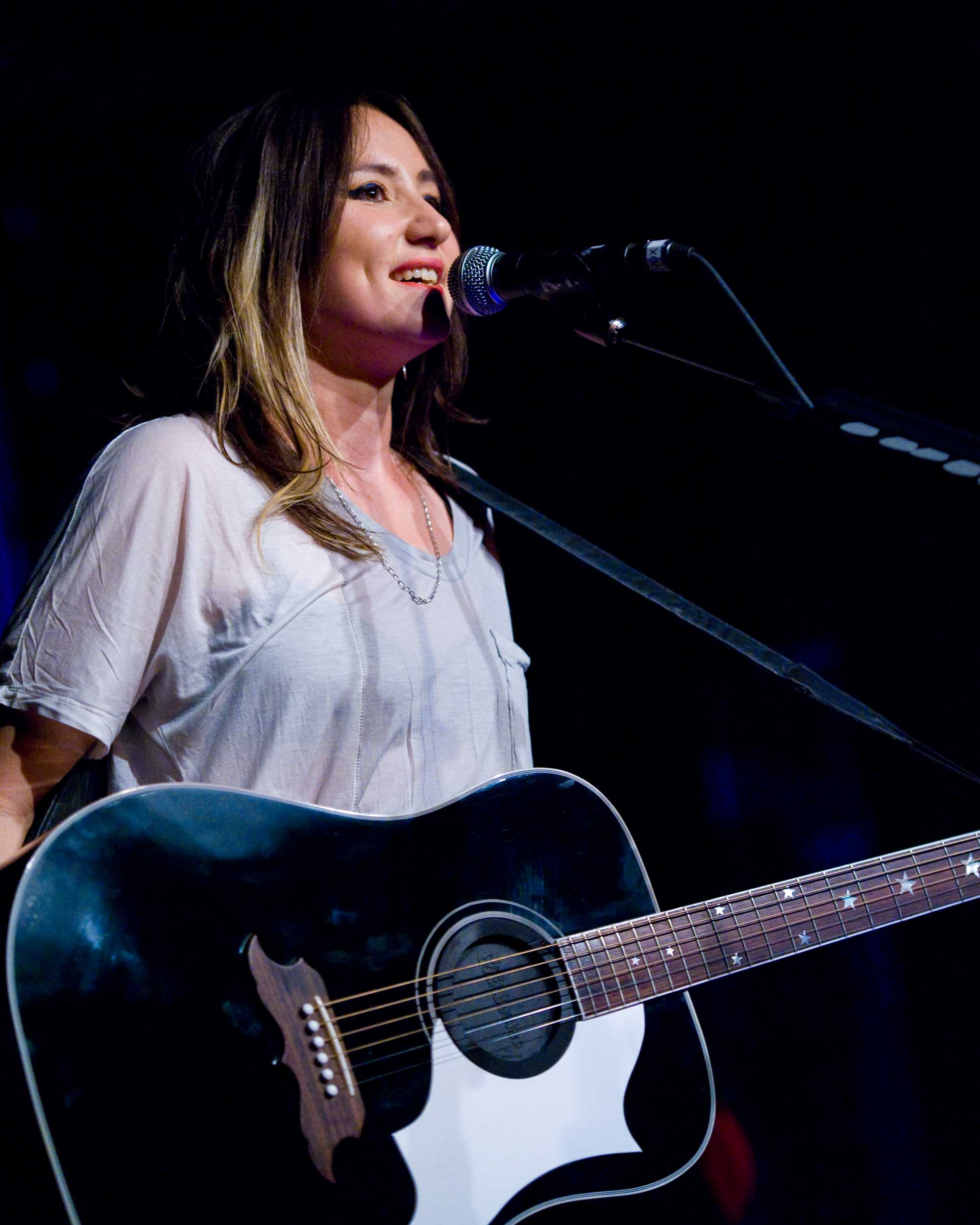
케이티 턴스톨

케이트 "케이티" 턴스톨[ˈkeɪtɪ ˈtʌnstɔːl](Kate "KT" Tunstall, 1975년 6월 23일 ~, 스코틀랜드 에딘버러)는 스코틀랜드 출신의 싱어송라이터이다.
레이터 위드 줄스 홀랜드에서 그녀의 곡 〈블랙 호스 앤 더 체리 트리〉를 불러 대중에게 알려지기 시작했다. 이후로 4백만 장 이상의 음반 판매고를 올리며 상업적으로 크게 성공하였다. 세 건의 BRIT 상을 수상하였으며 그래미 상 수상 후보에 오르기도 하였다.

## 앨범
- EYE TO THE TELESCOPE (2004)
- KT TUNSTALL'S ACOUSTIC EXTRAVAGANZA (2005)
- DRASTIC FANTASTIC (2007)
- TIGER SUIT (2010)